# Канільяс-де-Абахо
Канільяс-де-Абахо (ісп. Canillas de Abajo) — муніципалітет в Іспанії, у складі автономної спільноти Кастилія-і-Леон, у провінції Саламанка. Населення — 88 осіб (2010).
Муніципалітет розташований на відстані близько 200 км на захід від Мадрида, 22 км на захід від Саламанки.
На території муніципалітету розташовані такі населені пункти: (дані про населення за 2010 рік)
- Канільяс-де-Абахо: 56 осіб
- Канільєхас: 4 особи
- Навас-де-Кехігаль: 1 особа
- Кехігаль: 21 особа
- Сагос: 6 осіб

## Демографія
Динаміка населення (INE ):

## Зовнішні посилання
- Провінційна рада Саламанки: індекс муніципалітетів [Архівовано 23 квітня 2009 у Wayback Machine.]
- Посилання на Google Maps